# Symplocos heishanensis
Symplocos heishanensis är en tvåhjärtbladig växtart som beskrevs av Bunzo Hayata. Symplocos heishanensis ingår i släktet Symplocos och familjen Symplocaceae. Inga underarter finns listade i Catalogue of Life.